# Мария Велчева
Мария Николаева Велчева е българска шахматистка, международен майстор от 1994 г. и гросмайстор за жени от 1999 г. По професия е икономист, завършва УНСС със специалност стопанска логистика.
Тя е републиканска шампионка за девойки във всички възрастови групи. През 1995 г. в Занка (Унгария) става европейска шампионка за девойки до 20 г.
Велчева е петкратна шампионка на България по шахмат (1996, 1997, 1999, 2000 и 2001 г.). Участва на седем шахматни олимпиади, където изиграва 61 партии (22 победи, 20 равенства и 19 загуби). През 2004 г. на олимпиадата в Калвия печели индивидуален сребърен медал на четвърта дъска.
През 2008 г. участва на световното индивидуално първенство по шахмат за жени в Налчик (Русия), но отпада в първи кръг след загуба от Анна Музичук.

## Турнирни резултати
- 1998 – Пула (Хърватия) 1 м.
- 1999 – Букурещ (Румъния) 1 м.
- 2000 – Бил (Швейцария) 1 м.
- 2001 – Шамбери (Франция) 3 м.

## Участия на шахматни олимпиади
| Година | Организатор | Отбор    | Класиране (отборно) | Дъска         |
| 1996   | Ереван      | България | 16                  | Първа резерва |
| 1998   | Елиста      | България | 5                   | Трета         |
| 2000   | Истанбул    | България | 16                  | Втора         |
| 2002   | Блед        | България | 11                  | Първа резерва |
| 2004   | Калвия      | България | 14                  | Първа резерва |
| 2006   | Торино      | България | 13                  | Първа резерва |
| 2008   | Дрезден     | България | 19                  | Четвърта      |

## Участия на европейски отборни първенства
| Година | Организатор | Отбор      | Класиране (отборно) | Дъска    |
| 1999   | Батуми      | България   | 6                   | Втора    |
| 2001   | Леон        | България   | 12                  | Втора    |
| 2003   | Пловдив     | България 2 | -                   | Първа    |
| 2005   | Гьотеборг   | България   | 4                   | Четвърта |
| 2007   | Ираклион    | България   | 18                  | Трета    |